# Коллінсвілл (Вірджинія)
Коллінсвілл (англ. Collinsville) — переписна місцевість (CDP) в США, в окрузі Генрі штату Вірджинія. Населення — 7380 осіб (2020).

## Географія
Коллінсвілл розташований за координатами 36°43′16″ пн. ш. 79°54′42″ зх. д. / 36.72111° пн. ш. 79.91167° зх. д. (36.721020, -79.911638).  За даними Бюро перепису населення США в 2010 році переписна місцевість мала площу 20,41 км², з яких 20,35 км² — суходіл та 0,06 км² — водойми.

## Демографія
Згідно з переписом 2010 року, у переписній місцевості мешкало 7335 осіб у 3321 домогосподарстві у складі 2017 родин. Густота населення становила 359 осіб/км².  Було 3765 помешкань (184/км²).
Расовий склад населення:
| - 77,4 % — білих - 13,7 % — чорних або афроамериканців - 0,8 % — азіатів - 0,2 % — корінних американців - 6,2 % — осіб інших рас |

До двох чи більше рас належало 1,7 %. Частка іспаномовних становила 8,9 % від усіх жителів.
За віковим діапазоном населення розподілялося таким чином: 22,3 % — особи молодші 18 років, 57,0 % — особи у віці 18—64 років, 20,7 % — особи у віці 65 років та старші. Медіана віку мешканця становила 42,0 року. На 100 осіб жіночої статі у переписній місцевості припадало 85,9 чоловіків;  на 100 жінок у віці від 18 років та старших — 80,9 чоловіків також старших 18 років.
Середній дохід на одне домашнє господарство  становив 47 769 доларів США (медіана — 34 382), а середній дохід на одну сім'ю — 55 030 доларів (медіана — 42 791). Медіана доходів становила 36 333 долари для чоловіків та 29 289 доларів для жінок. За межею бідності перебувало 16,9 % осіб, у тому числі 26,5 % дітей у віці до 18 років та 7,2 % осіб у віці 65 років та старших.
Цивільне працевлаштоване населення становило 3032 особи. Основні галузі зайнятості: освіта, охорона здоров'я та соціальна допомога — 22,6 %, роздрібна торгівля — 21,2 %, виробництво — 13,6 %, науковці, спеціалісти, менеджери — 8,4 %.